# NGC 438
NGC 438 là một thiên hà xoắn ốc thuộc loại (R ') SAB (s) b: nằm trong chòm sao Ngọc Phu. Nó được phát hiện vào ngày 1 tháng 9 năm 1834 bởi John Herschel. Nó được Dreyer mô tả là "khá mờ, nhỏ, tròn, dần dần sáng hơn một chút." 